# Охорона геологічного середовища
Охорона геологічного середовища — сукупність заходів і узаконених правил, що забезпечують раціональну розробку корисних копалин, в тому числі підземних вод, раціональне використання геологічного простору для розроблюваних об'єктів, найбільш повне вилучення корисних копалин при дотриманні стійкості надр і поверхні, можливість природного і штучного поповнення запасів підземних вод, створення охоронної зони в областях їх живлення. Синонім або поняття, близьке до охорони надр.
Охорона геологічного середовища — сукупність заходів і узаконених правил, що забезпечують раціональну розробку корисних копалин, в тому числі підземних вод, раціональне використання геологічного простору для розроблюваних об'єктів, найбільш повне вилучення корисних копалин при дотриманні стійкості надр і поверхні, можливість природного і штучного поповнення запасів підземних вод, створення охоронної зони в областях їх живлення. Комплекс заходів з охорони надр включає:
1. організацію літомоніторингу, системи спостережень в області інтересу діяльності людини;
2. складання проєктів розробки корисних копалин з урахуванням максимально можливого вилучення сировини, що видобувається;
3. запобігання забруднення підземних вод, порушення гідродинамічного режиму в процесі будівництва і розробки корисних копалин;
4. створення інженерних споруд і проведення інших заходів зі збереження морських і річкових берегів, забезпечення стійкості зсувних зон, запобігання шкідливому впливу карсту та інших процесів, знищення ґрунтового покриву, підтоплення, заболочування, засолення ґрунтів і ґрунтів в місцях проживання людини;
5. використання розкривних порід, техногенних родовищ, некондиційної гірської породи в процесі видобутку корисних копалин;
6. розробка заходів зі збереження стійкості надр в процесі підземного видобутку корисних копалин шляхом закачування промстоків в експлуатовані поклади нафти і газу, закладка в шахтні місткості шкідливих відвалів.